# Dagens Nyheter

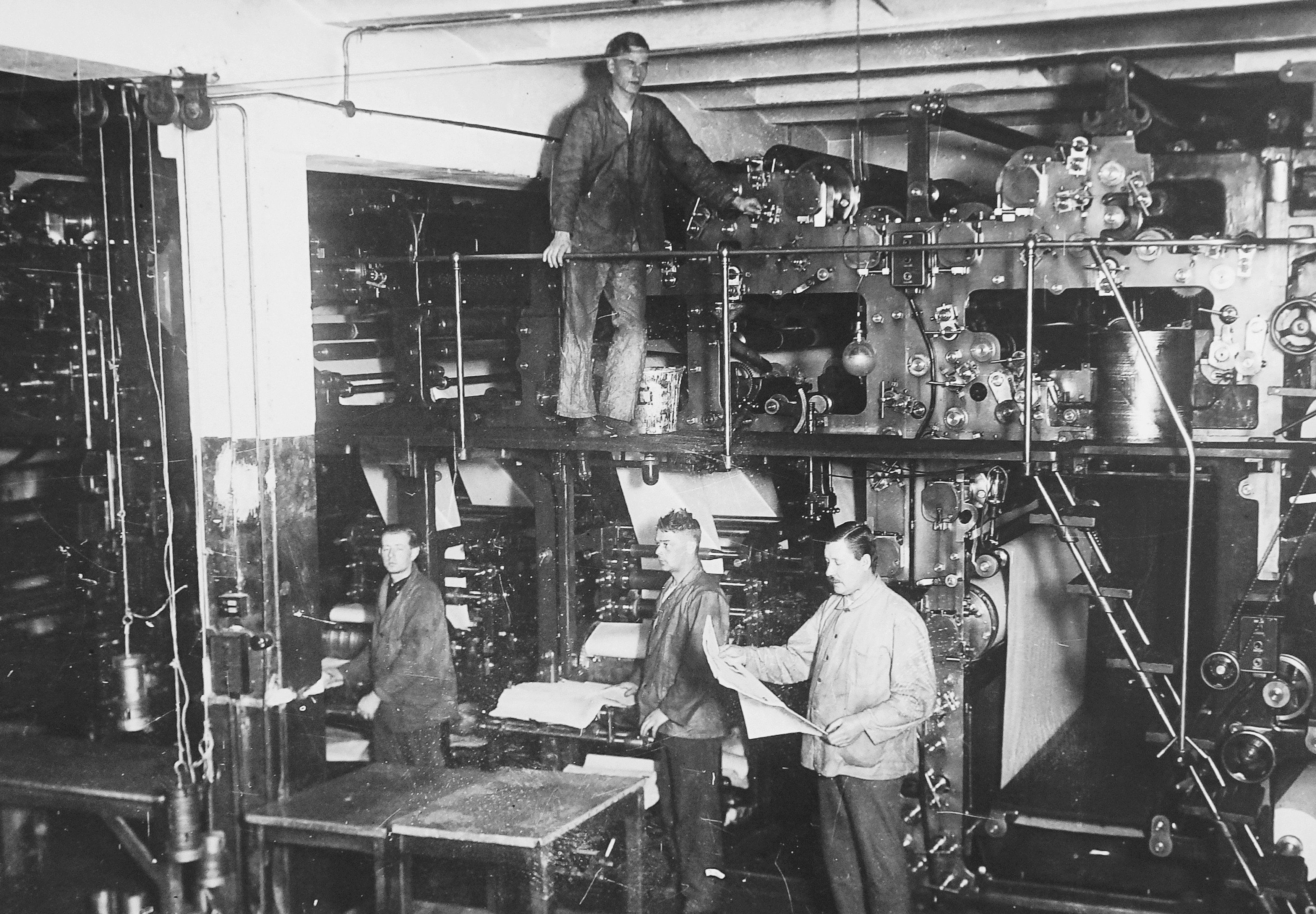
DN:s tryckeri i Klarakvarteren, 1914.

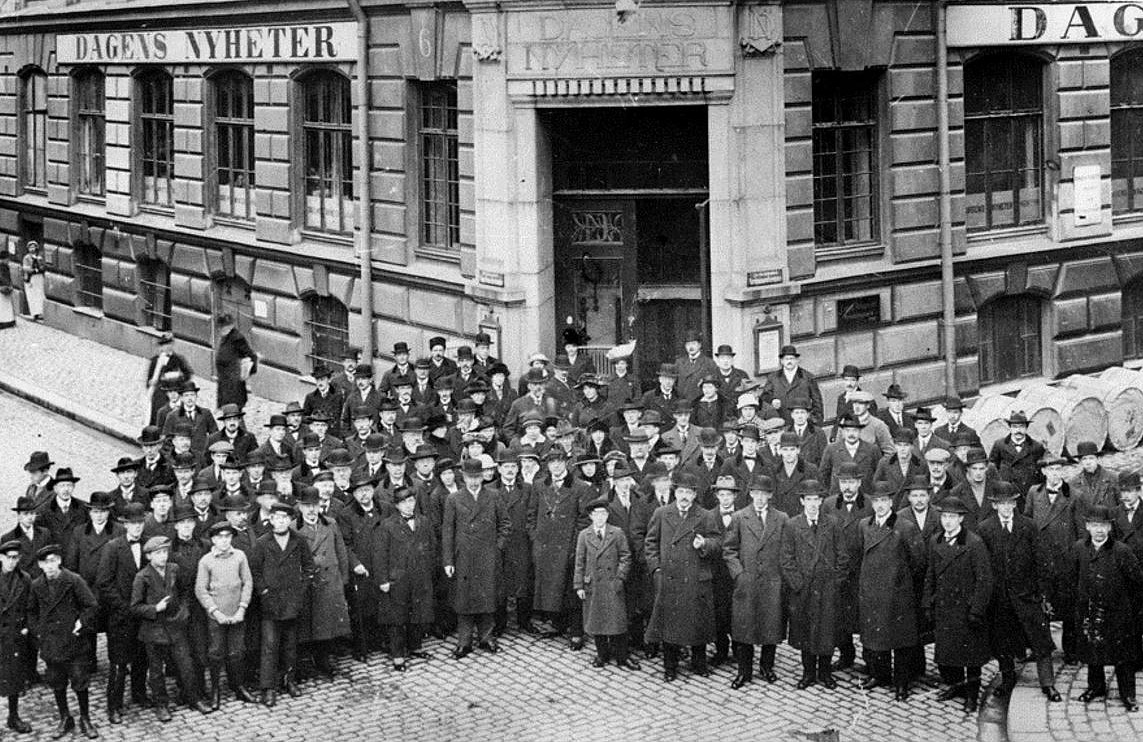
DN:s personal 1914.

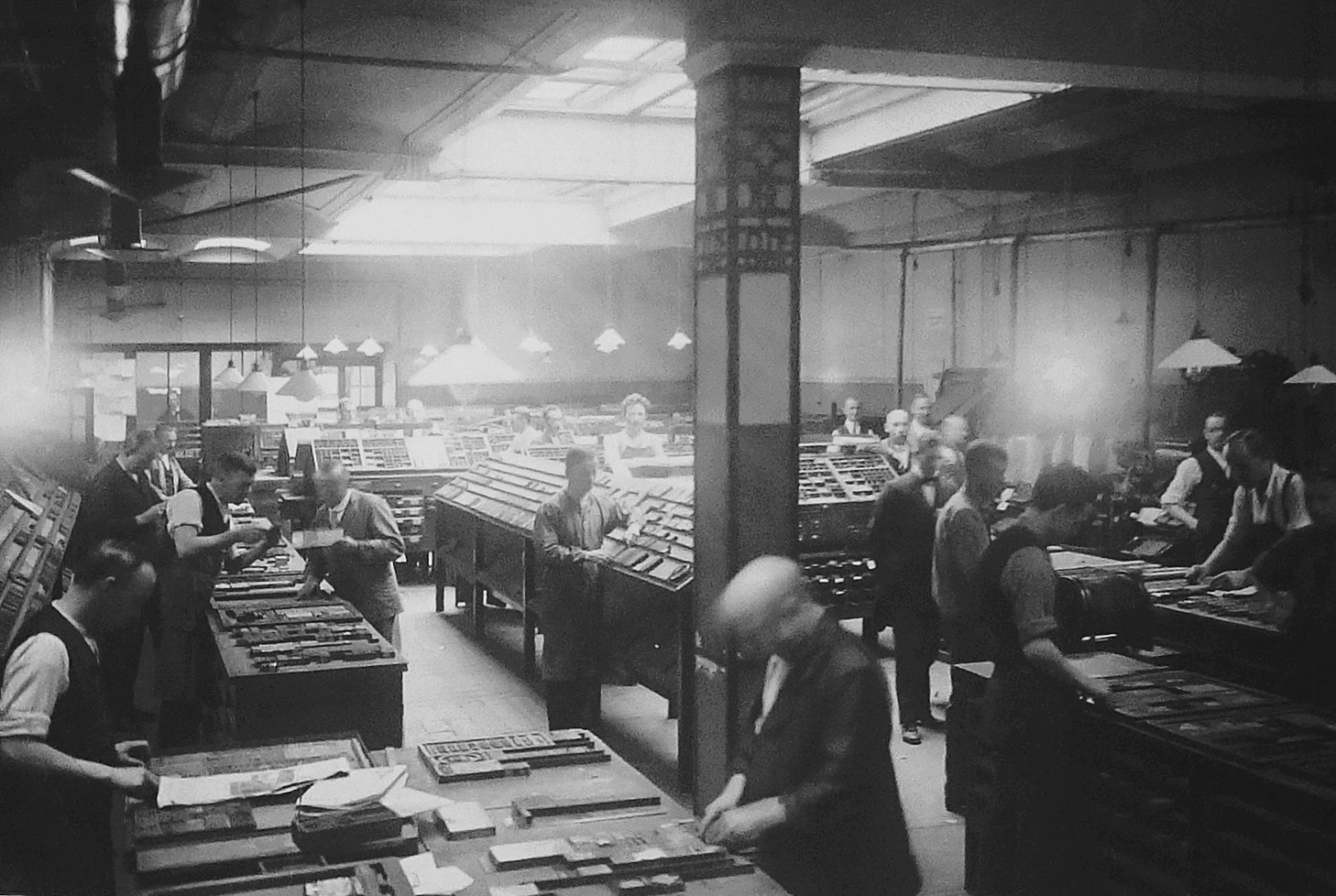
Handsätteriet i Klarakvarteren, 1930-tal.

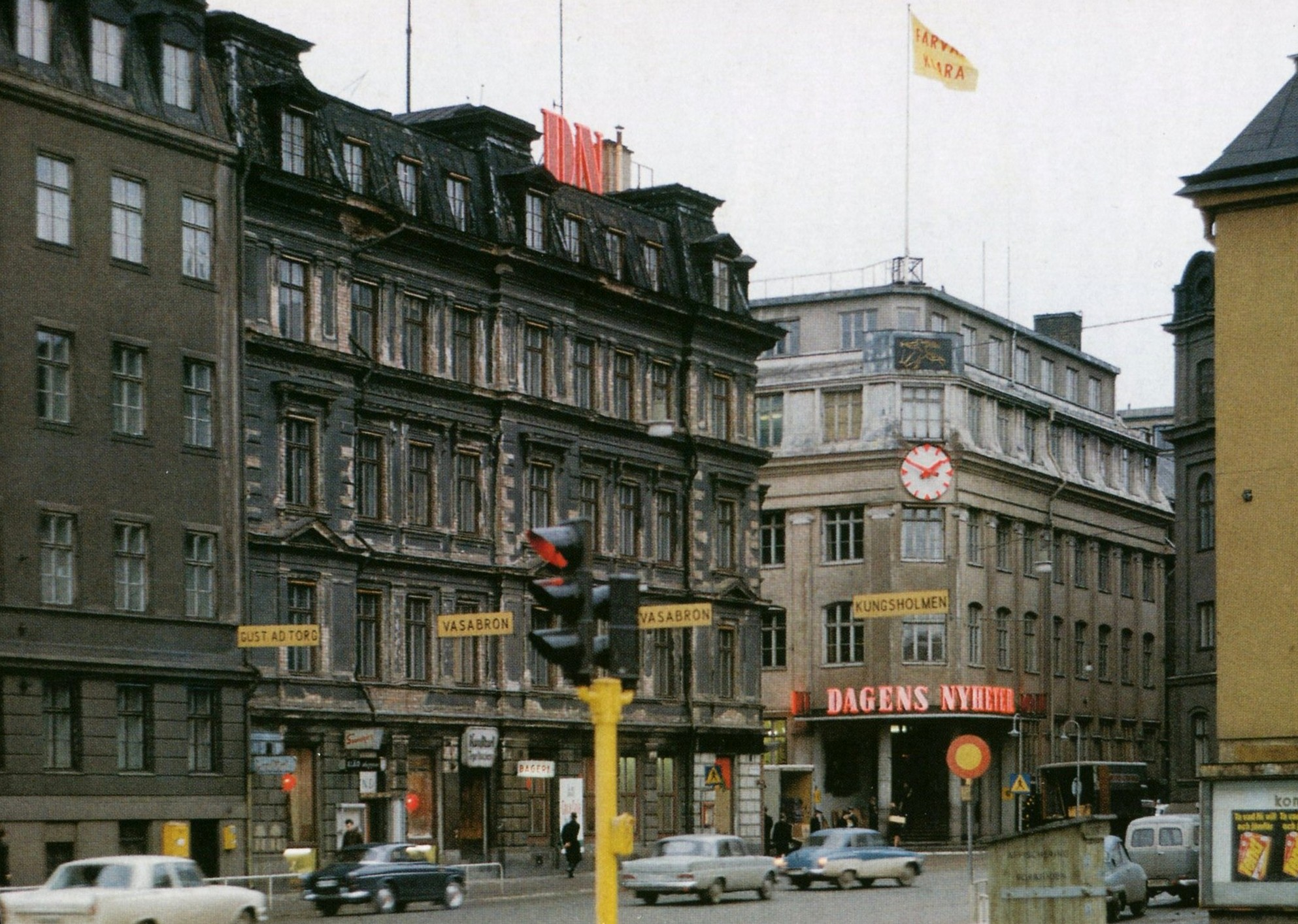
Tidningshuset i Klarakvarteren, 1964.

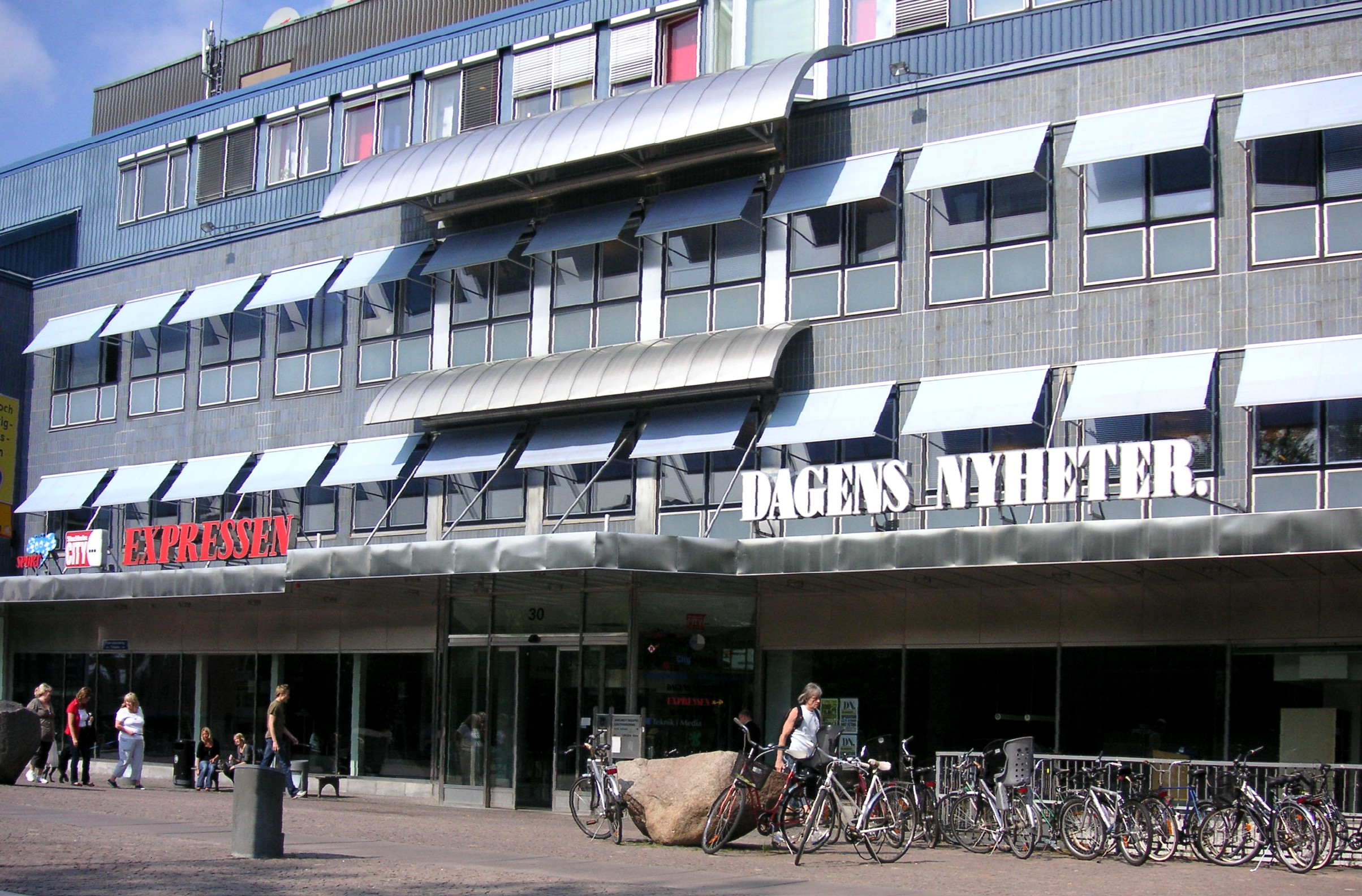
Entrén till DN-huset 2007.

Dagens Nyheter (DN) är Sveriges största morgontidning. Tidningen grundades 1864 av Rudolf Wall och utges i hela landet men med fokus på Stockholm. DN:s ledarsida betecknade sig från 1973 som oberoende men har sedan 1998 övergått till beteckningen oberoende liberal. DN har sedan 1909, då Karl Otto Bonnier förvärvade aktiemajoriteten, ingått i Bonnierkoncernen.

## Historia
Tidningen grundades 1864 av Rudolf Wall, som tidigare varit verksam vid Aftonbladet och Göteborgs Handels- och Sjöfarts Tidning. Det första numret utkom 23 december 1864, och Wall skrev på första sidan:
| ” | Tidningen skall söka att meddela intressanta följetonger och egna en synnerlig omsorg åt den afdelning som vanligen kallas ”Blandade ämnen”. Och jämte det att redaktionen söker göra tidningen lättläst, såväl i yttre som inre afseende, emnar den ingalunda låta tidens modstulenhet afhålla sig från att emellanåt låta skämtet spela. Men såväl under som bredvid skämtet är det redaktionens afsigt att med allvar behandla tidens och landets stora frågor, om än i allmänhet i kortare uppsatser. I alla dessa frågor är friheten vår lösen och vårt mål. | „ |

Redaktionen var vid grundandet belägen vid Regeringsgatan, men flyttade 1901 till Klarakvarteren. 1888 köpte Albert Bonnier sina första aktier i tidningen och 1909 förvärvade sonen Karl Otto aktiemajoriteten och blev tidningens styrelseordförande. 1944 startades Expressen som ett dotterbolag till Dagens Nyheter. DN omsatte 80 miljoner kronor år 1954, hade 2 730 anställda och ett aktiekapital på 7,1 miljoner kronor. 1964 flyttade redaktionen till det nybyggda höghuset i Marieberg, den så kallade DN-skrapan. Numera har redaktionen och också övrig personal lämnat höghuset och sitter i ett angränsande hus (DN och Expressens gamla tryckeri) med ingång från Gjörwellsgatan, mitt emot ryska ambassaden.
Sedan mitten av 1990-talet har DN fått hårdare konkurrens på flera fronter: gratistidningar, Internet och nya framgångar för SvD. Upplagan har sjunkit och köp- och säljmarknad finns i stort sett inte kvar i tidningen.

## Politiska tendenser 1800–1900-tal
| Period                | Politisk tendens  |
| --------------------- | ----------------- |
| 1882-01-01–1882-12-31 | frisinnad         |
| 1908-01-01–1910-12-31 | frisinnad         |
| 1912-01-01–1912-12-31 | liberal           |
| 1915-01-01–1923-12-31 | frisinnad         |
| 1924-01-01–1973-12-31 | liberal           |
| 1974-01-01–1997-12-31 | oberoende         |
| 1998-01-01–           | oberoende liberal |

## DN Debatt
Tidningens debattsida DN Debatt har stor tyngd i för opinionsbildning och svensk politisk debatt. Politiska utspel och nya rapporter presenteras ofta där och refereras sedan i andra medier. Amanda Johansson-Murie är sedan januari 2022 redaktör för DN Debatt. Hon efterträdde Nils Öhman, som var redaktör 2012–2021. Han tog över efter Bo G. Andersson som var redaktör från 25 maj 2009. Andersson efterträdde den mångårige redaktören Mats Bergstrand som var ansvarig 1992–2009.

## DN-evenemang
DN-galan var en årligen återkommande friidrottstävling på Stockholms stadion. Galan arrangerades av Stadionklubbarna med Dagens Nyheter som titelsponsor från 1967 och till och med 2014.
DN-konserten, även kallad Filharmonikerna i det gröna, är en årligen återkommande utomhuskonsert på Gärdet i Stockholm som arrangeras av Dagens Nyheter och Kungliga Filharmonikerna. Den första konserten ägde rum den 10 augusti 1975.
DN:s utrikesdag är ett evenemang då intresserade får möta tidningens utrikesreportrar och ta del av filmer och föredrag kring utrikespolitiska frågor. Utrikesdagen har arrangerats en gång om året sedan 2005 i Konserthuset eller Kulturhuset i Stockholm. En del utrikesdagar har sänts i Kunskapskanalen.
SM i maskinskrivning arrangerades under cirka 40 år av Dagens Nyheter i samarbete med kontoristföreningarna och flera av landets lokaltidningsredaktioner. Den första tävlingen ägde rum den 25 maj 1924.

## Personer verksamma vidDagens Nyheter

### Chefredaktörer och ansvariga utgivare
Före 1923 användes titeln "huvudredaktör".
- Rudolf Wall, 1864–1889
- Fredrik Vult von Steijern, 1889–1898
- Otto von Zweigbergk, 1898–1921
- Sidney Abrahams, 1912 (chef för upplagan Stadion edition, under Olympiska spelen i Stockholm 5 maj till 27 juli.)
- Sten Dehlgren, 1922–1946
- Herbert Tingsten, 1946–1959
- Sten Hedman, 1960–1962
- Olof Lagercrantz, 1960–1975
- Sven-Erik Larsson, 1960–1978
- Hans-Ingvar Johnsson, 1974–1981
- Per Wästberg, 1976–1982
- Bengt Dennis, 1981–1982
- Christina Jutterström, 1982–1995
- Arne Ruth, 1982–1998
- Anders Mellbourn, 1995–1997
- Joachim Berner, 1998–2001
- Anders Johnson, 2000–2001
- Hans Bergström, 2001–2003
- Jan Wifstrand, 2003–2006
- Thorbjörn Larsson, 2006–2009
- Gunilla Herlitz, 2009–2013
- Peter Wolodarski, 2013–

### Politisk redaktör/chef för ledarredaktionen
- Svante Nycander, 1979–1995[10]
- Hans Bergström, 1995–2000[11]
- Anders Johnsson, 2000–2001[12]
- Niklas Ekdal, 2001–2008[13]
- Peter Wolodarski, 2009–2013[14]
- Per Svensson, 2018–2019[15]
- Amanda Sokolnicki, 2019–[16]

### Journalister verksamma vid tidningen

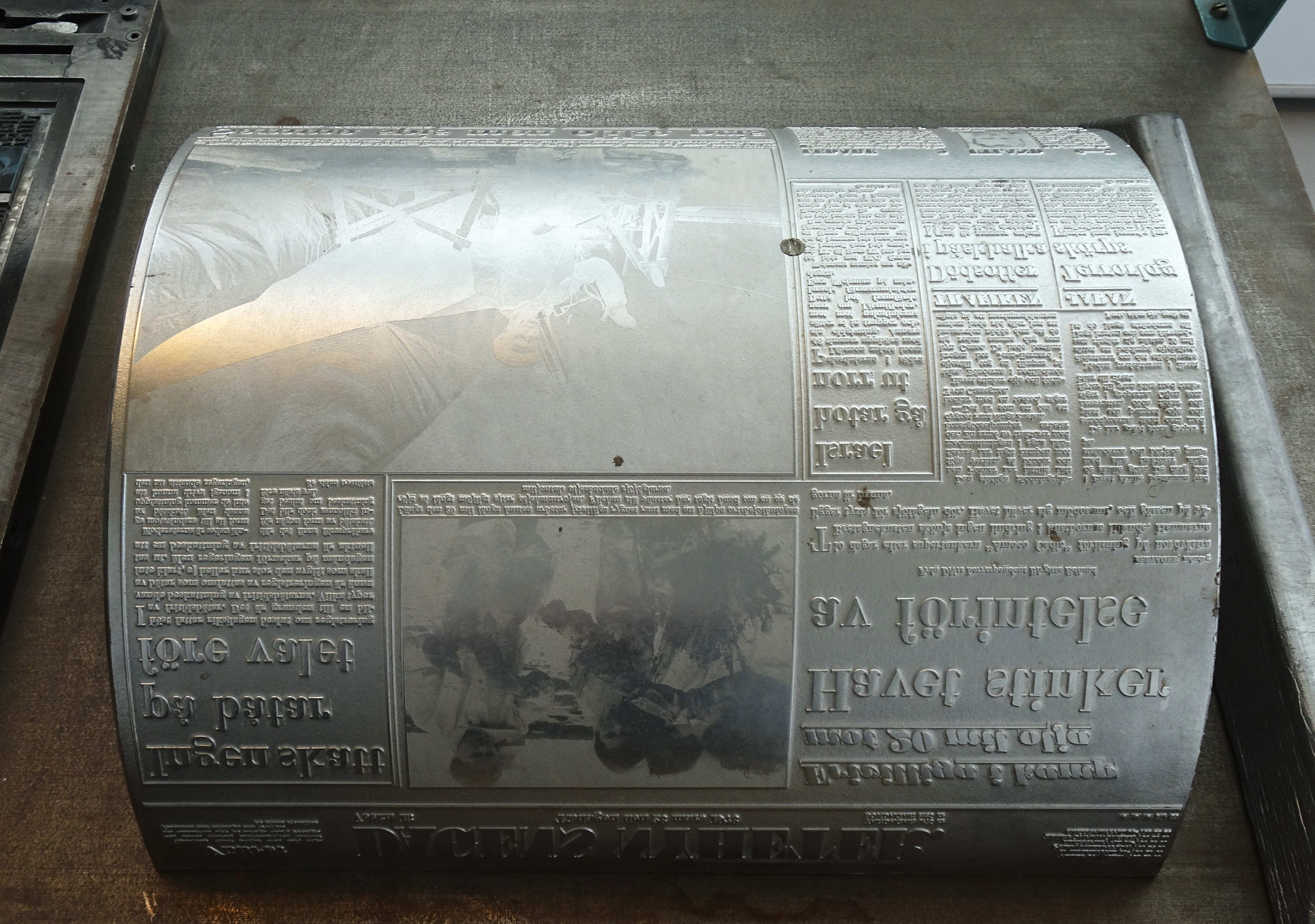
10 april 1978 trycktes DN:s sista första-sida i bly, därefter övergick man till fotosättning. Den historiska tryckcylindern finns i tryckerimuseet på DNEX-tryckeriet.

- Saeed Alnahhal
- Barbro Alving (Bang)
- Ingvar Andersson, reporter 1973–2003
- Viola Bao
- Clas Barkman
- Åsa Beckman
- Yngve Berg
- Henrik Berggren
- Sigge Bergman
- Torsten Bergmark
- Mats Bergstrand (f.d. chef för DN Debatt)
- Nathalie Besèr (f.d Mellanösterkorrespondent)
- Nina Björk
- Stina Blomgren (f.d. reporter och redaktör)
- Karin Bojs (f.d. chef för vetenskapsredaktionen)
- Henric Borgström
- Elin Brandell
- Ulf Brandell
- Anna Bratt
- Peter Bratt
- Henrik Brors
- Ulrika By
- Ingrid Carlberg
- Mats Carlbom
- Saga Cavallin
- Maria Crofts
- Mauritz Edström
- Torsten Ehrenmark
- Niklas Ekdal
- Kajsa Ekis Ekman
- Hanna Fahl
- Eva af Geijerstam
- Lasse Granestrand
- Lars Grimlund
- Maria Gunther
- Matilda Gustavsson
- Ruth Halldén
- Ingrid Hedström
- Barbro Hedvall
- Stefan Helgesson
- Thorleif Hellbom
- Gustaf Hellström
- Oscar Hemberg
- Alf Henrikson
- Johan Hilton
- Mats Holmberg
- Bengt Jahnsson
- Evelyn Jones
- Stefan Jonsson
- Barbro Jöberger
- Dan Jönsson
- Rebecka Kärde
- Anton Karlgren
- Leif Kihlberg
- Judith Kiros
- Hanne Kjöller
- Bengt-Göran Kronstam
- Elsa Kugelberg
- Rebecka Kärde
- Karl Erik Lagerlöf
- Per Landin
- Anna-Lena Laurén
- Claes Leo Lindwall
- Lina Lund
- Erik Lundegård (Eld)
- Jens Linder
- Lars Linder (f.d. chef för teaterredaktionen)
- Anne-Marie Lindström
- Kristina Lindqvist
- Lisa Magnusson
- Bertil Mollberger
- Sofia Nerbrand
- Lennart Nyblom (Red Top)
- Susanne Nyström
- Jan Olof Olsson (Jolo)
- Christian Palme
- Erik de la Reguera
- Magdalena Ribbing
- Göran Rosenberg
- Mads Rydman
- Kurt Samuelsson
- Nils-Eric Sandberg
- Harry Schein
- Maria Schottenius
- Nathan Shachar
- Betty Skawonius (f.d. chef för teaterredaktionen)
- Amanda Sokolnicki
- Ewa Stenberg
- Olle Stenholm
- August Strindberg
- Knut Stubbendorff
- Martin Stugart
- Sven-Ivan Sundqvist
- Clas Svahn
- Rebecka Tarschys
- Greta Thurfjell
- Mia Tottmar
- Pernilla Tunberger
- Ingemar Unge
- Björn Wiman
- Ulla Wingård
- Peter Wolodarski
- Christina Zaar
- Maciej Zaremba
- Leif Zern
- Ann-Marie Åsheden
- Nils Öhman
- Kristoffer Örstadius

Övriga
- Greta Thunberg (miljöaktivist som den 1 december 2020 var Dagens Nyheters chefredaktör för en dag[17])

### Bildjournalister
- Roger Turesson (Bildchef)
- Paul Hansen
- Anette Nantell
- Fredrik Funck
- Magnus Hallgren
- Lotta Härdelin
- Alexander Mahmoud
- Jonas Lindkvist
- Beatrice Lundborg
- Erich Stering
- Linnéa Palme
- Eva Tedesjö
- Sven-Erik Sjöberg

### Tecknare och illustratörer
- Jan Afzelius
- Magnus Bard
- Björn Berg
- Torvald Gahlin
- Jan-Erik Garland (Rit-Ola)
- Martin Lamm
- Birger Lundquist
- Poul Ströyer
- Stina Wirsén
- Torgny Wärn

### Lokaltidningssatsning 1988
Under 1988 startade DN 11 editioner i huvudsak lokala blad inriktade på Stockholm samt en sportedition om Stockholmssporten. Satsningen startade i januari 1988 och höll på till 10 oktober 1988 då alla editionerna lades ner. Nedan titlarna med tider för utgivningen angivna.
- DN NORD SOLLENTUNA/VÄSBY 1988-01-14--1988-10-12
- DN NORD SOLNA/SUNDBYBERG 1988-01-14--1988-10-12
- DN NORDOST TÄBY 1988-01-14--1988-10-12
- DN NORDVÄST JÄRFÄLLA 1988-01-14--1988-10-12
- DN NORDVÄST VÄLLINGBY 1988-01-14--1988-10-12
- DN STOCKHOLMSSPORTEN 1988-01-13--1988-10-12
- DN SYD FARSTA 1988-01-13--1988-10-12
- DN SYD HANINGE 1988-01-13--1988-10-12
- DN SYDOST 1988-01-13--1988-10-12
- DN SYDVÄST 1988-01-13--1988-10-12
- DN SÖDERMALM 1988-01-13--1988-10-12

### Omorganisationen 2013
Sommaren 2013 genomfördes en omorganisering. 10 personer sades upp med motiveringen att de saknade kvalifikationer. Journalistförbundet drev ärendet för 8 av dem till Arbetsdomstolen för brott mot Lagen om anställningsskydd, vilket slutade i förlikning.
12 personer flyttades till andra lokaler under förevändningen att de skulle arbeta med projektet "DN 150 år" men tilldelades senare meningslösa arbetsuppgifter. Den psykosociala arbetsmiljön i gruppen var mycket dålig och tio av de tolv sade så småningom upp sig.
I oktober 2013 gjorde styrelsen i Dagspressdistriktet i Journalistförbundet ett kritiskt uttalande rörande situationen på Dagens Nyheter och där tidningen kallades för "Ryanair på svenska". Uttalandet var underskrivet klubbordföranden på tio tidningar: Svenska Dagbladet, Aftonbladet, Expressen, TT, Metro, Länstidningen Södertälje, Lokaltidningen Mitt i, Schibsted Media, Upsala Nya Tidning, TT Spektra och Marieberg Media.
Peter Wolodarski kommenterade tidningen Journalistens rapportering drygt tre månader efter publiceringen.

## Namnet
I tidningshuvudet skriver tidningen ut namnet som DAGENS NYHETER., avslutat med punkt, och i löptext skrivs stor bokstav på "Nyheter". Enligt tidningens redaktionsruta gjordes det av grundaren Rudolf Wall själv med motiveringen att båda orden är tidningens namn och därför ska ha stor bokstav, men att det också är en avslutad mening och därför ska avslutas med punkt. I löptext skrivs inte punkten ut men båda orden i namnet skrivs med stor bokstav.

## Historiska utgåvor (urval)

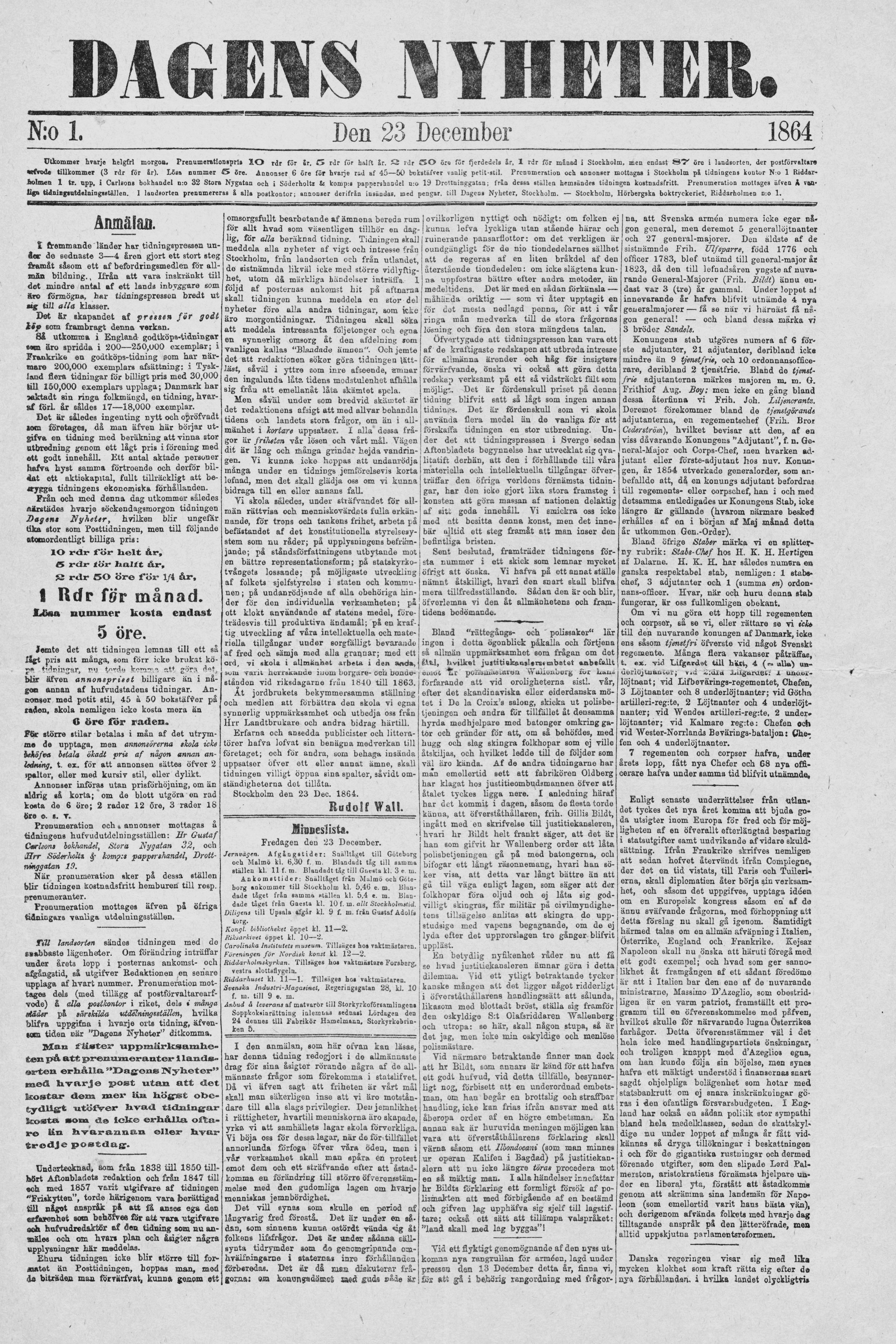
23 december 1864 Första nummer.
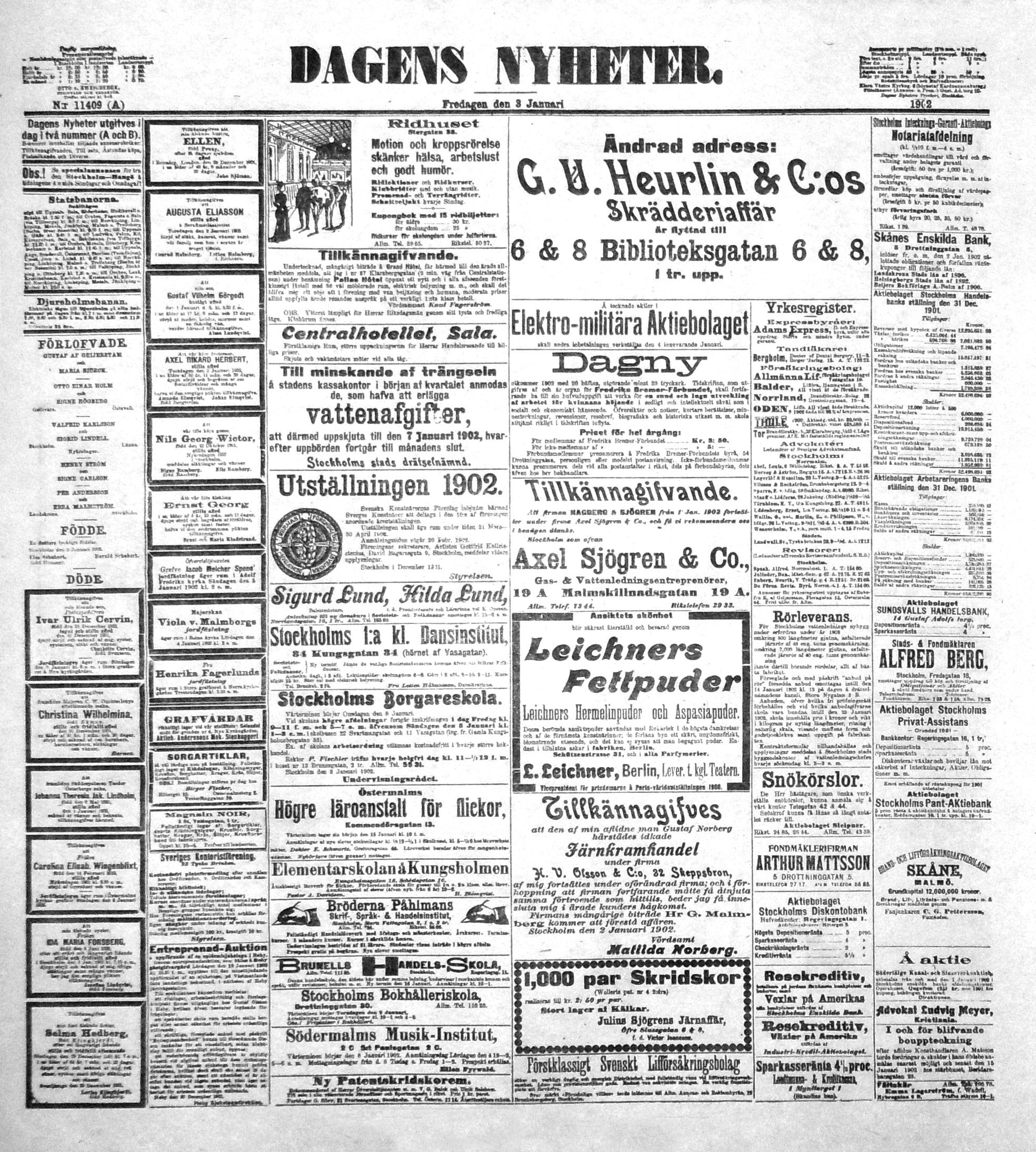
3 januari 1902 Med första gången reklam på första sidan.
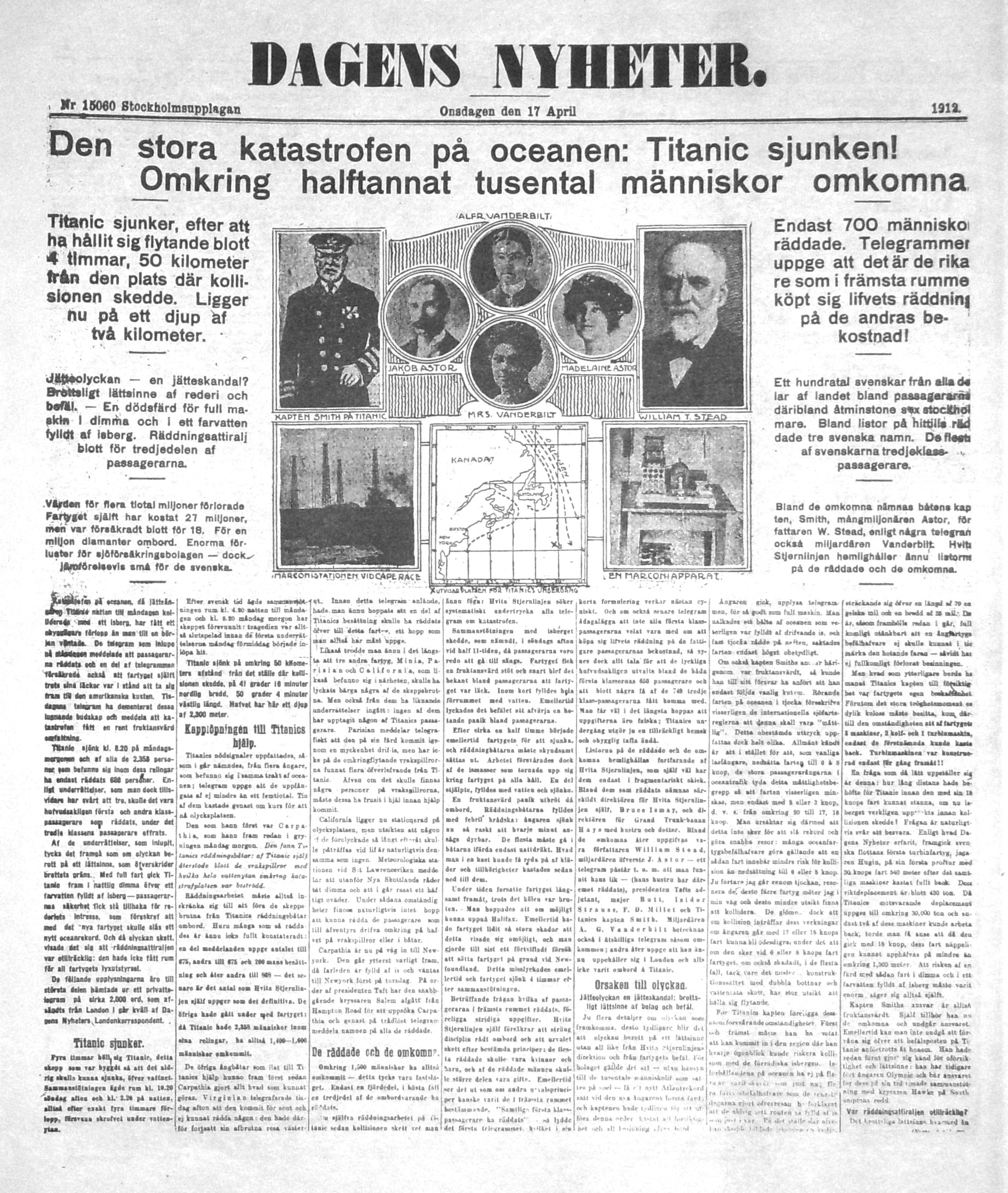
17 april 1912 "Titanic sjunken".
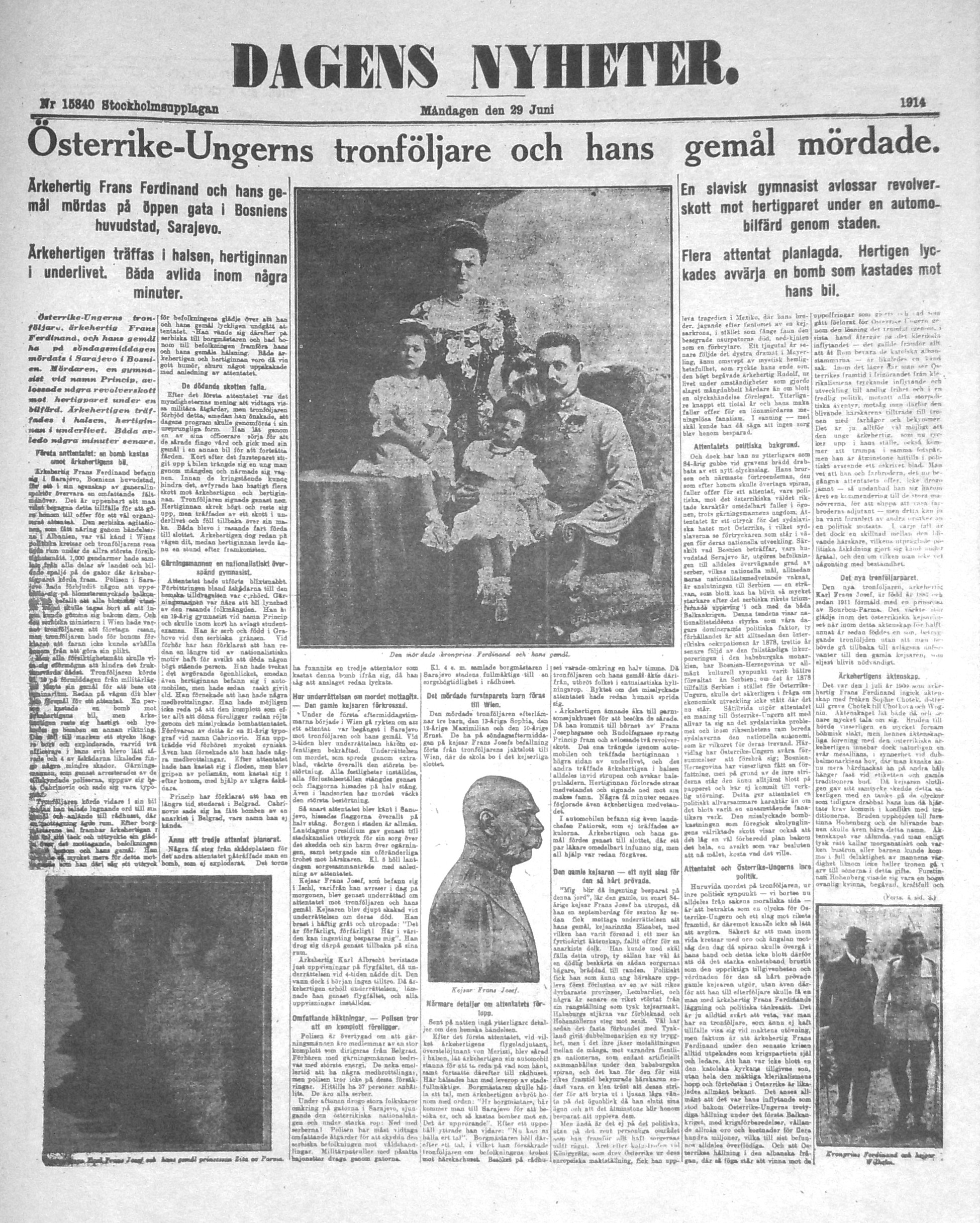
29 juni 1914 "Österrike-Ungerns tronföljare och hans gemål mördade".
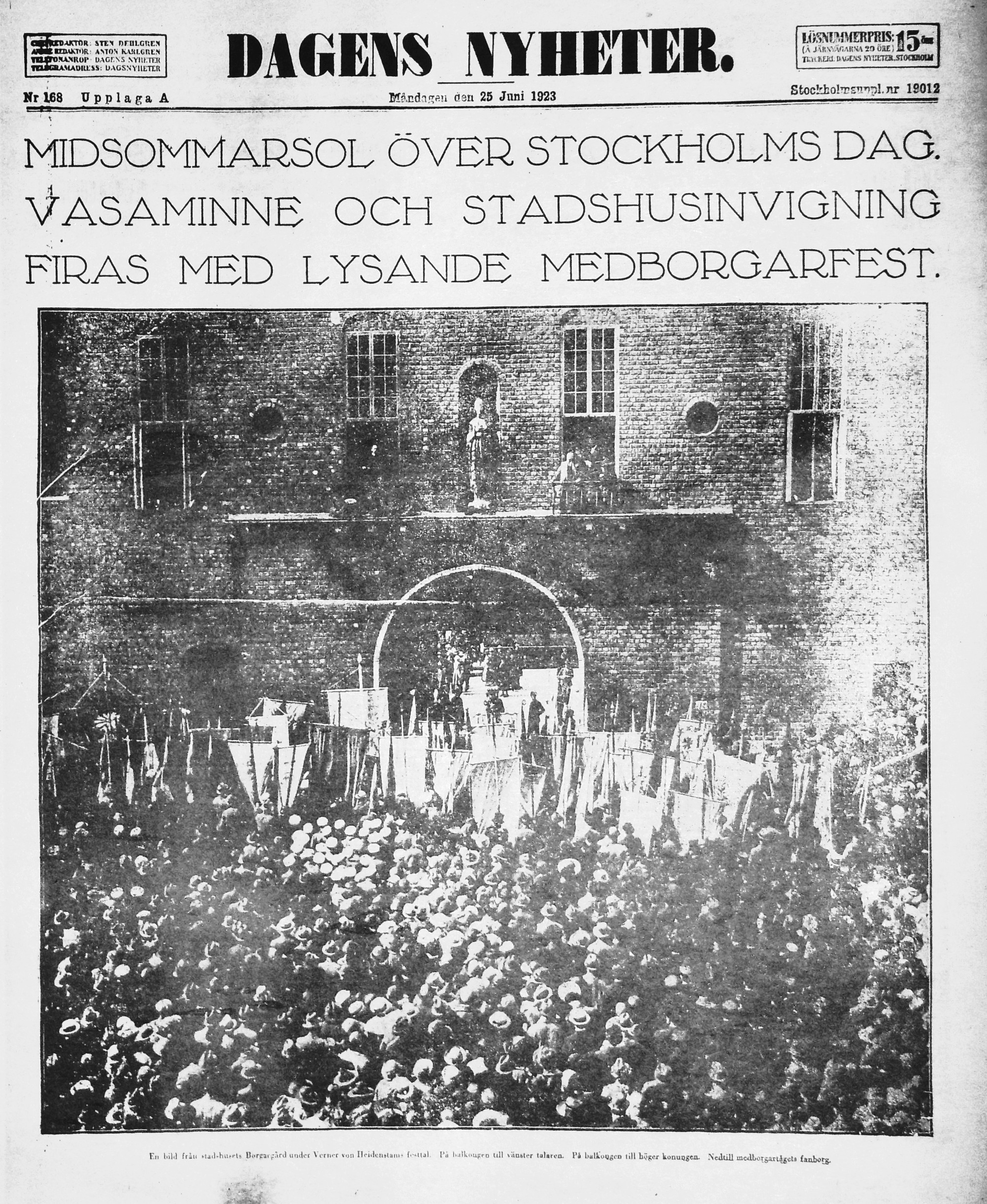
25 juni 1923 Invigning av Stockholms stadshus: "Midsommarsol över Stockholms dag..."